# Gilles Beyer
Pour les articles homonymes, voir Beyer.
Gilles Beyer, né le 25 janvier 1958 à Paris et mort le 19 janvier 2023 à Créteil, est un patineur artistique et entraîneur français, champion de France 1978. Il est accusé d'actes de pédocriminalité, y compris des viols sur mineurs, par plusieurs personnes. Son décès intervient avant la fin de l'instruction judiciaire.

## Biographie

### Carrière sportive
Gilles Beyer monte à six reprises sur le podium des championnats de France élite, et notamment sur la plus haute marche en 1978 à Belfort.
Il participe à six championnats ISU, trois championnats d'Europe et trois championnats du monde. Son meilleur classement continental est une 10e place en 1978 à Strasbourg et son meilleur classement mondial est une 15e place en 1978 à Ottawa.
Il n'est jamais sélectionné par la fédération française des sports de glace pour participer aux Jeux olympiques d'hiver.

### Reconversion
Après s'être retiré de la compétition, Gilles Beyer devient entraîneur. Il a notamment comme élèves : Laëtitia Hubert (de l'âge de dix ans jusqu'à vingt ans), Laurent Tobel ou encore Sarah Abitbol.
De 2014 à 2018, il est membre du bureau exécutif de la Fédération française des sports de glace (FFSG).
Il est l'ancien directeur général de la division de patinage artistique du club des Français volants de Paris. Le 31 janvier 2020, son club annonce la mise à l’écart immédiate de toute fonction et activité au sein du club, à la suite de la sortie d'un livre de Sarah Abitbol l'accusant de viol au début des années 1990.

### Abus sexuels sur mineures
Pour un article plus général, voir Violences sexuelles et sexistes dans le sport français.
L'entraîneur de patinage artistique Didier Lucine écrit une lettre en février 2000 à la Fédération française des sports de glace (FFSG), exprimant ses préoccupations concernant le comportement de Gilles Beyer auprès des jeunes élèves. Au début des années 2000, Gilles Beyer fait l'objet de deux enquêtes, l'une à Créteil et la seconde au ministère français des sports. Ce dernier entraîne sa révocation de son poste de conseiller technique le 31 mars 2001.
Sarah Abitbol l'accuse de l'avoir violée dans les années 1990-1992 dans son livre Un si long silence. « Il a commencé à faire des choses horribles, jusqu'aux abus sexuels. J'ai été violée à 15 ans. C'était la première fois qu'un homme me touchait ». Elle déclare dans les jours suivants avoir parlé de Gilles Beyer à Jean-François Lamour lorsqu'il était ministre français des Sports (2002-2004) ; dans une interview en 2020, Lamour déclare qu'il ne se souvient pas de cette conversation. À propos de cette affaire, Gilles Beyer déclare : « Je reconnais avoir eu des relations intimes avec elle. Si mes souvenirs sur leurs circonstances exactes diffèrent des siens, j'ai conscience de ce que, compte tenu de mes fonctions et de son âge à l'époque, ces relations étaient en tout état de cause inappropriées ».
Hélène Godard déclare également en janvier 2020 avoir été violée par Gilles Beyer, lorsqu'elle avait 13 et 14 ans,. En février 2020, c'est Nadjma Mahamoud et sa mère qui l'accusent de chantage sexuel, puis Agnès Gosselin qui parle de gestes déplacés.
Il est mis en examen en 2021, ; son décès met fin aux poursuites judiciaires.

### Mort
Gilles Beyer meurt d'une longue maladie le 19 janvier 2023 à l'âge de 66 ans,.

### Vie privée
Gilles Beyer a été marié avec Annick Dumont (en 1978) et Katia Krier, toutes deux entraîneuses de patinage artistique.
Avec Katia Krier, il a eu un fils au début des années 1990. Le couple s'est séparé en 2001, à la suite de la révocation de Gilles Beyer de son poste de conseiller technique auprès de la fédération française des sports de glace.

## Palmarès
| Compétitions principales | 1974 | 1975 | 1976 | 1977 | 1978 | 1979 | 1980 |
| Jeux olympiques d'hiver  |      |      |      |      |      |      |      |
| Championnats du monde    | 22e  | 19e  |      |      | 15e  |      |      |
| Championnats d’Europe    |      |      | 16e  |      | 10e  |      | 13e  |
| Championnats de France   | 3e   | 2e   | 2e   | 3e   | 1er  |      | 3e   |